# Премия имени Ф. Ф. Мартенса
Премия имени Ф. Ф. Мартенса — премия, присуждаемая с 1995  года Российской академией наук. Присуждается Отделением философии, социологии, психологии и права (совместно с Отделением международных отношений) за выдающиеся научные работы в области международного права и международных отношений.

Премия названа в честь российского юриста-международника, автора фундаментального труда в области международного права «Современное международное право цивилизованных народов» Ф. Ф. Мартенса.

## Лауреаты премии
- 1995 — доктор юридических наук В. В. Пустогаров — за монографию «…С пальмовой ветвью мира» (Ф. Ф. Мартенс — юрист, дипломат, публицист)
- 1998 — доктор юридических наук Н. А. Ушаков — за монографию «Правовое регулирование использования силы в международных отношениях»
- 2001 — доктор юридических наук И. И. Лукашук — за книгу «Глобализация, государство, право, XXI век»
- 2004 — доктор юридических наук Н. И. Костенко — за серию монографических исследований, посвящённых международной уголовной юстиции: «Международный уголовный суд» и «Международная уголовная юстиция»
- 2007 — доктор юридических наук Р. А. Каламкарян — за монографию «Философия международного права»
- 2013 — доктор юридических наук С. Ю. Марочкин — за монографию «Действие и реализация норм международного права в правовой системе Российской Федерации»
- 2016 — доктор юридических наук В. Л. Толстых — за научную работу «Международные суды и их практика»
- 2019 — доктор юридических наук Г. М. Вельяминов — за монографию «Право национальное и международное»